# Königstraße (Berlin-Wannsee)
Die Königstraße ist eine Straße im Berliner Ortsteil Wannsee des Bezirks Steglitz-Zehlendorf und ein Teilbereich der Bundesstraße 1. Als direkte Verbindung von Berlin nach Potsdam ist die Straße vor allem tagsüber stark befahren.

## Verlauf

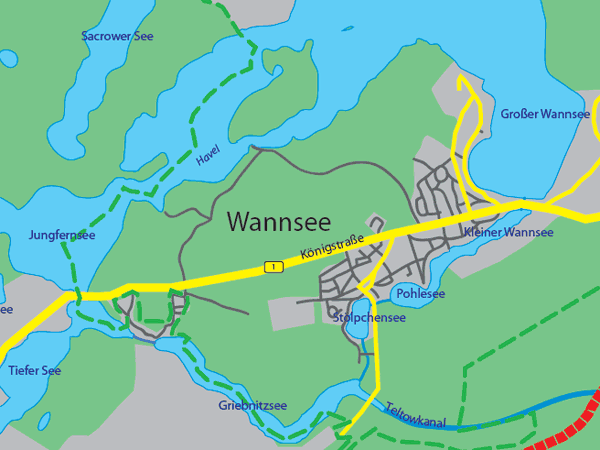
Verlauf der Königstraße durch Berlin-Wannsee

Von Berlin kommend geht die Königstraße als Teilstück der Berlin-Potsdamer Chaussee kurz vor der Wannseebrücke aus der in Nikolassee verlaufenden Potsdamer Chaussee hervor. Sie führt dann durch den Wohn- und Geschäftsbereich des Ortsteils Wannsee, über den Schäferberg – durch das EU-Vogelschutzgebiet Westlicher Düppeler Forst – bis zur Glienicker Brücke. Hinter der Glienicker Brücke verläuft sie als Berliner Straße durch Potsdam.

## Geschichte
Die Königstraße wurde 1792 angelegt und zählte damit zu den ersten befestigten Straßen in Preußen. Sie war ein Abschnitt der alten Potsdamer Straße, die als Verbindung zwischen den Residenzstädten Berlin und Potsdam genutzt wurde. Auf alten Karten wird sie als Chaussee von Potsdam bezeichnet. Die Chaussee sollte die Funktion des 60 Jahre zuvor angelegten Königswegs übernehmen, der die Residenzschlösser in Berlin und Potsdam verband. Ein Abschnitt dieser benachbart über Kohlhasenbrück führenden Trasse trägt heute im Ortsteil Zehlendorf ebenfalls den Namen ‚Königstraße‘.
Wie an großen Chausseen in Preußen üblich, wurde auch an der Straßenecke Königstraße/Chausseestraße ein preußischer Meilenstein aufgestellt. Dieser trägt die Aufschrift „III Meilen von Berlin“, was die Distanz zum Ausgangsort Dönhoffplatz in Berlin-Mitte in preußischen Meilen bezeichnet. Auf der Strecke von Berlin nach Potsdam ist dies der dritte Meilenstein, der erste steht in Schöneberg, der zweite in Zehlendorf. 
Bevor er 1885 ein Fuhrunternehmen gründete, besaß der als Eiserner Gustav bekannt gewordene Droschkenkutscher Gustav Hartmann einen Kolonialwarenladen an der Königstraße.
Im Jahr 1934 wurden an der Königstraße in Höhe des Schäferbergs der KPD-Vorsitzende John Schehr und die Widerstandskämpfer Erich Steinfurth, Rudolf Schwarz und Eugen Schönhaar von der Gestapo erschossen. An sie erinnert heute ein Gedenkstein an dieser Stelle.
Ebenfalls 1934 wurde durch den Reichsarbeitsdienst die Königstraße beim Schäferberg abgeflacht. Zuvor konnte nur mit Mühen die steile Strecke mit Pferdekutschen und später mit anderen Fahrzeugen überwunden werden. Der abgetragene Bauschutt wurde beim angrenzenden Dorf Stolpe beim Straßenbau wieder aufgeschüttet. Der Höhenunterschied zwischen Hauseingängen und Straßenniveau ist heute noch teilweise zu sehen.
Bei der Verbreiterung der Königstraße 1938, wurde die Große Neugierde von Park Klein-Glienicke mehrere Meter nach Norden versetzt. Ursprünglich ragte sie bis zum heutigen Radstreifen hinaus.
In den 1970er Jahren brach die DDR das letzte große Gebäude der Hohenzollern ab: die stattliche spätklassizistische Weiße Villa von 1874, die direkt an der Königstraße und gegenüber von Schloss Glienicke stand. Die innerdeutsche Grenze verlief hier ein kurzes Stück direkt an der südlichen Seite der Königstraße.

## Sehenswürdigkeiten entlang der Straße
Direkt an oder fußläufig von der Königsstraße aus zu erreichende Sehenswürdigkeiten sind:
- Glienicker Brücke
- Park Klein-Glienicke
- Schloss Glienicke
- Klein Glienicke
- Jagdschloss Glienicke
- Schloss Babelsberg
- Gedenkstein am Schäferberg
- Fernmeldeturm auf dem Schäferberg
- Preußischer Meilenstein / Ecke Chausseestraße mit der Angabe „3 Meilen bis Berlin“[5]
- ehemaliges Rathaus Wannsee
- Pfaueninsel
- Großer Wannsee
- Kleiner Wannsee

Bildergalerie
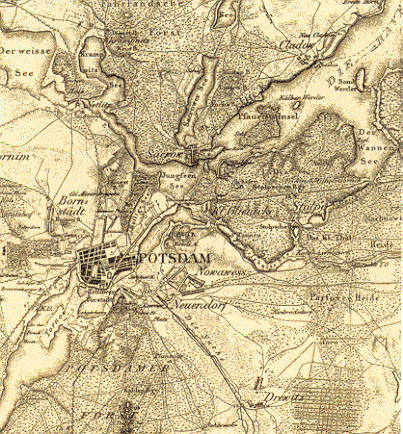
Die Königstraße, 1833
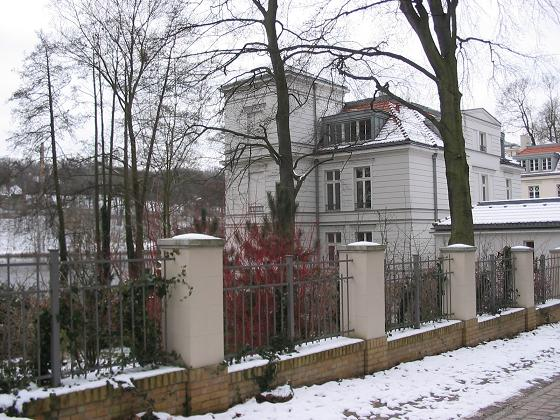
Villa in Klein Glienicke
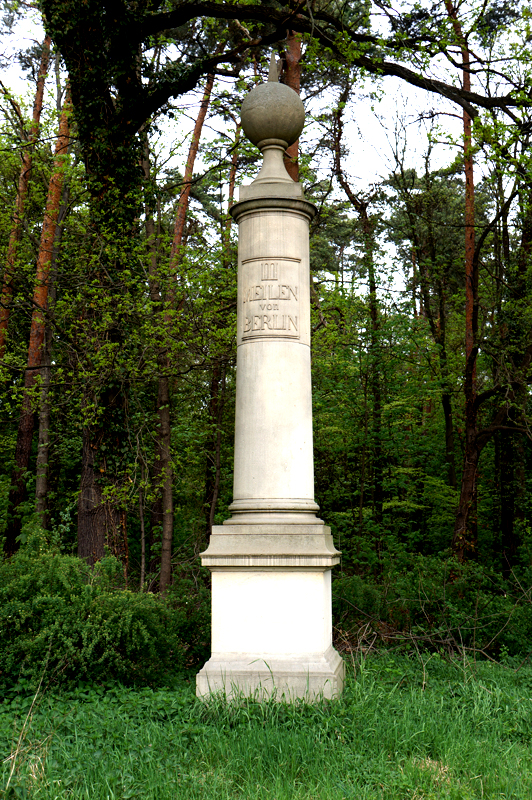
Meilenstein an der Königstraße
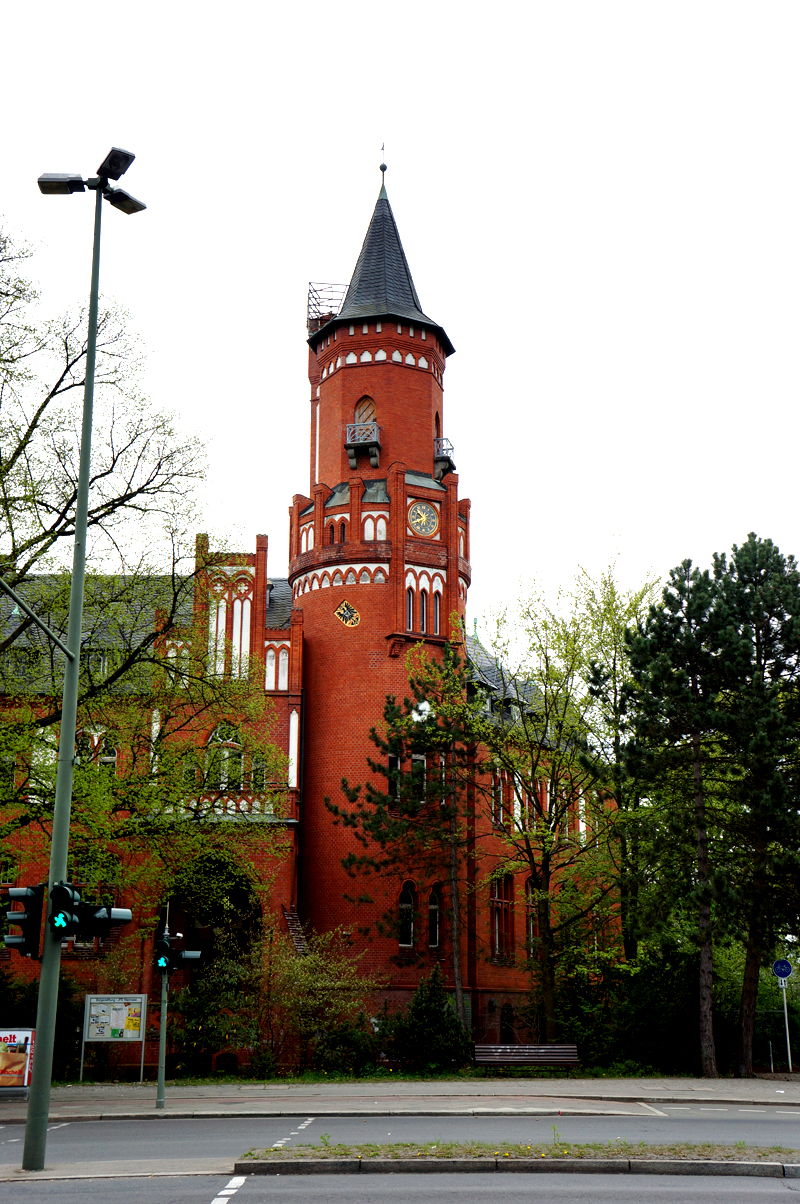
Ehemaliges Rathaus Wannsee
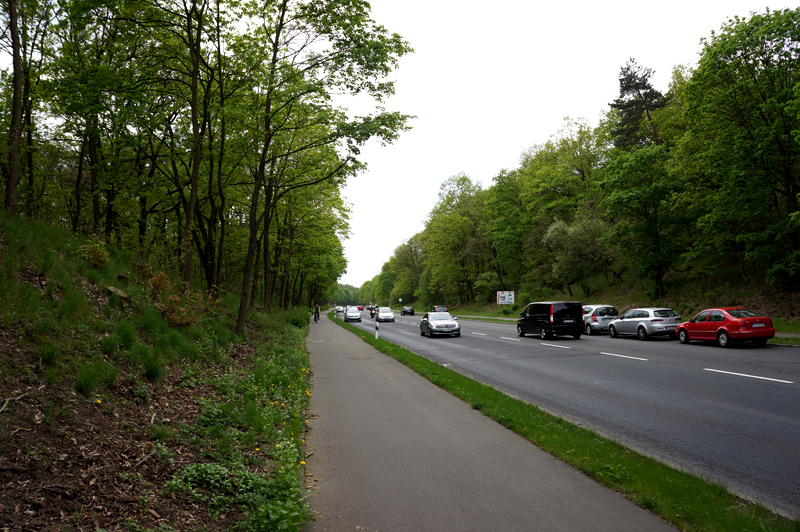
Verlauf der Königstraße über den Schäferberg